# Charles Wilken
Charles Vilhelm Jonas Wilken (8. november 1866 i København – 26. februar 1956 på Frederiksberg) var en dansk skuespiller.
Han gennemgik Det kongelige Teaters elevskole 1887-1888.
Debut på Aarhus Teater 1888 og herefter skuespiller i provinsen til 1897.
Han fortsatte sit arbejde ved forskellige scener i København frem til 1930 og var herefter ansat ved Det kongelige Teater frem til 1950.
Charles Wilken var en god ven af Robert Storm Petersen, der i spøg i sine brevvekslinger hentydede til Wilken som "vor tids gigant" – sikkert på grund af dennes ringe højde.

## Udvalgt filmografi
- Mod Lyset – 1919
- Millionærdrengen – 1936
- Den kloge mand – 1937
- Bolettes brudefærd – 1938
- Kongen bød – 1938
- Vagabonden' – 1940
- Sørensen og Rasmussen – 1940
- En mand af betydning – 1941
- En herre i kjole og hvidt – 1942
- Ta' briller på – 1942
- Forellen – 1942
- Når man kun er ung – 1943
- Drama på slottet – 1943
- Mit liv er musik – 1944
- Mordets melodi – 1944
- Otte akkorder – 1944
- Man elsker kun een gang – 1944
- Billet mrk. – 1946
- Far betaler – 1946
- Nålen – 1951